# Europastraße 45
Die Europastraße 45 (Abkürzung E 45) ist eine Europastraße, die sich in Nord-Süd-Richtung insbesondere durch Nord-, Mittel- und Südeuropa erstreckt. Sie beginnt in Alta im Norden Norwegens und endet in Gela an der Südküste Siziliens in Italien. Die E 45 hat eine Länge von etwa 5.190 km.

## Städte
Wichtige Städte, die an der E 45 liegen, sind:
Alta – Kautokeino – (Grenze Norwegen-Finnland) – Hetta – Palojoensuu – Kaaresuvanto – (Grenze Finnland-Schweden) – Östersund – Mora – Göteborg – (Fähre, Grenze Schweden-Dänemark) – Frederikshavn – Aalborg – Aarhus – Fredericia – Kolding – (Grenze Dänemark-Deutschland) – Flensburg – Neumünster – Hamburg – Hannover – Hildesheim – Göttingen – Kassel – Fulda – Würzburg – Nürnberg – Ingolstadt – München – (Grenze Deutschland-Österreich) – Innsbruck – (Grenze Österreich-Italien am Brennerpass) – Bozen – Trient – Verona – Bologna – Florenz – Arezzo – Rom – Caserta – Neapel – Villa San Giovanni – (Fähre) – Messina – Catania – Rosolini – Gela

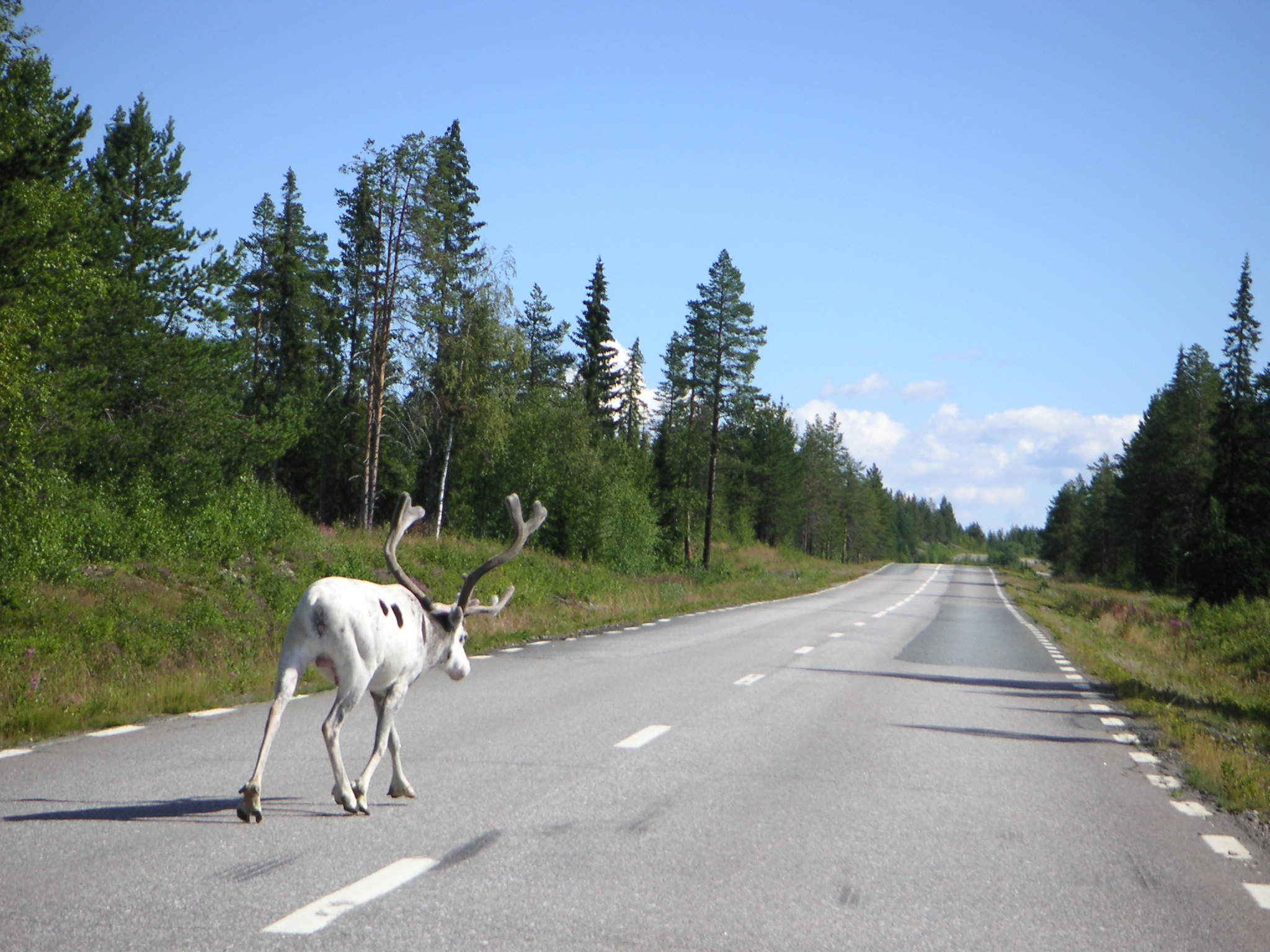
Rentier zwischen Sorsele und Slagnäs
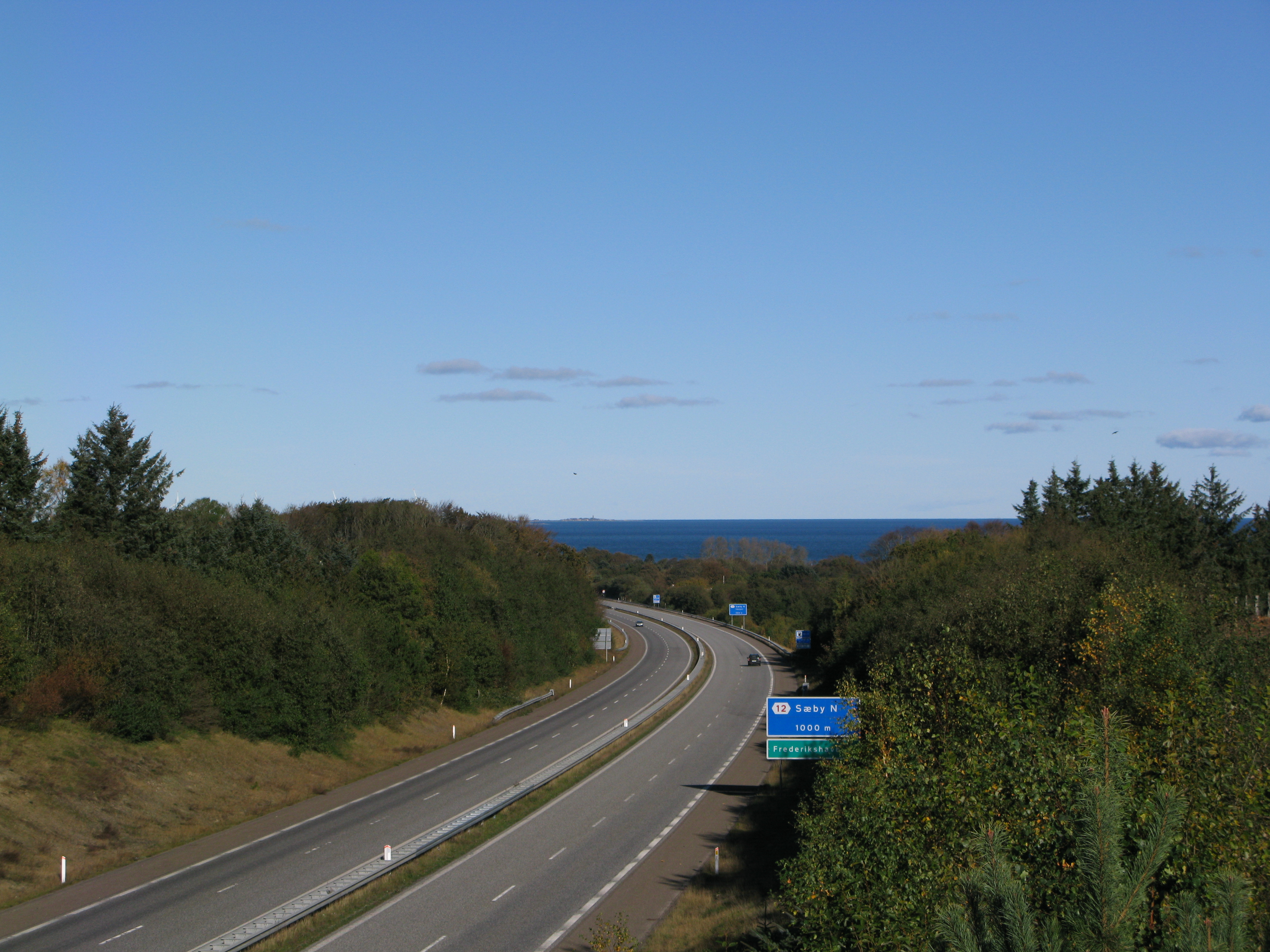
Blick auf das Kattegat bei Frederikshavn
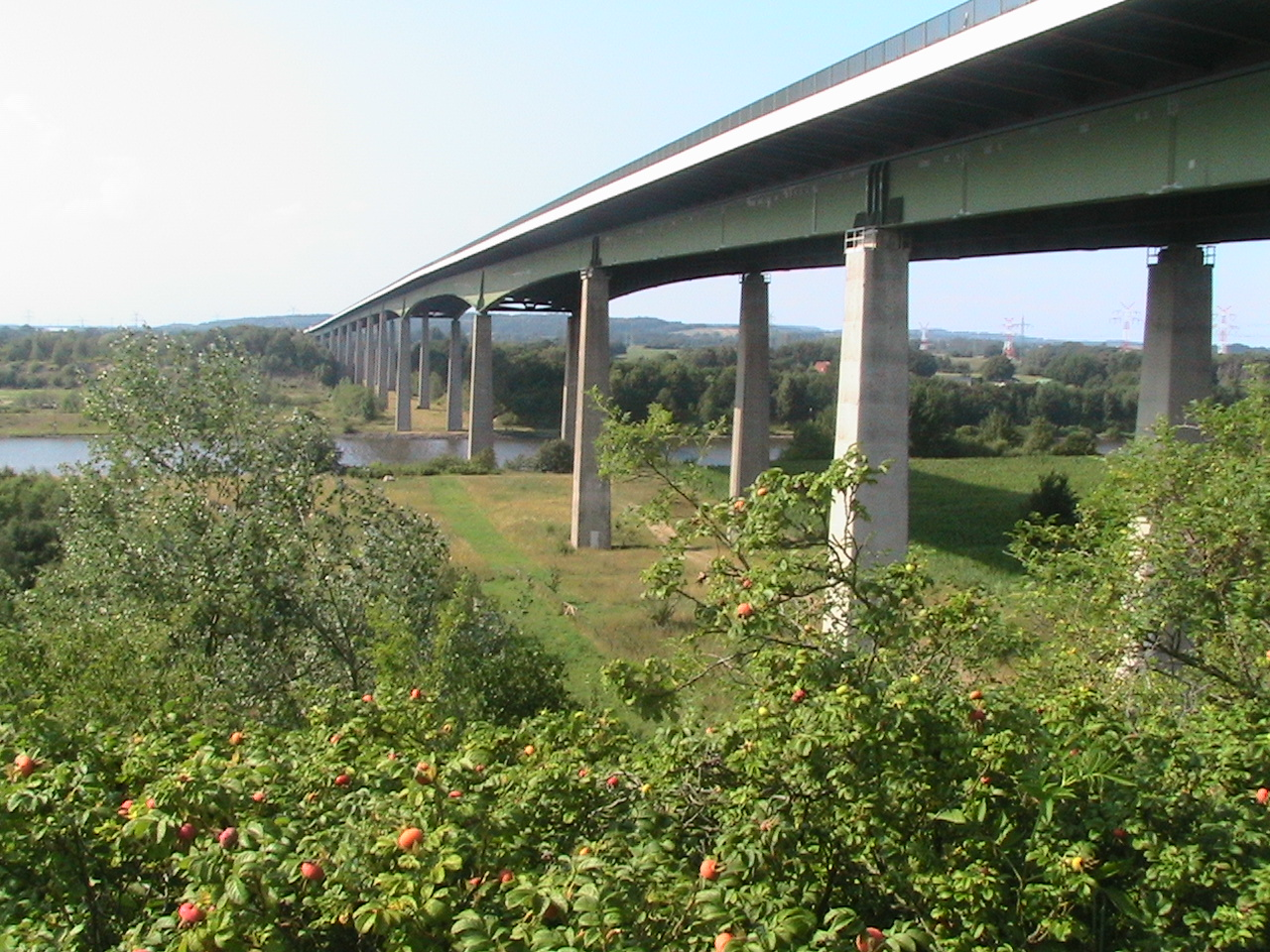
Nord-Ostsee-Kanal
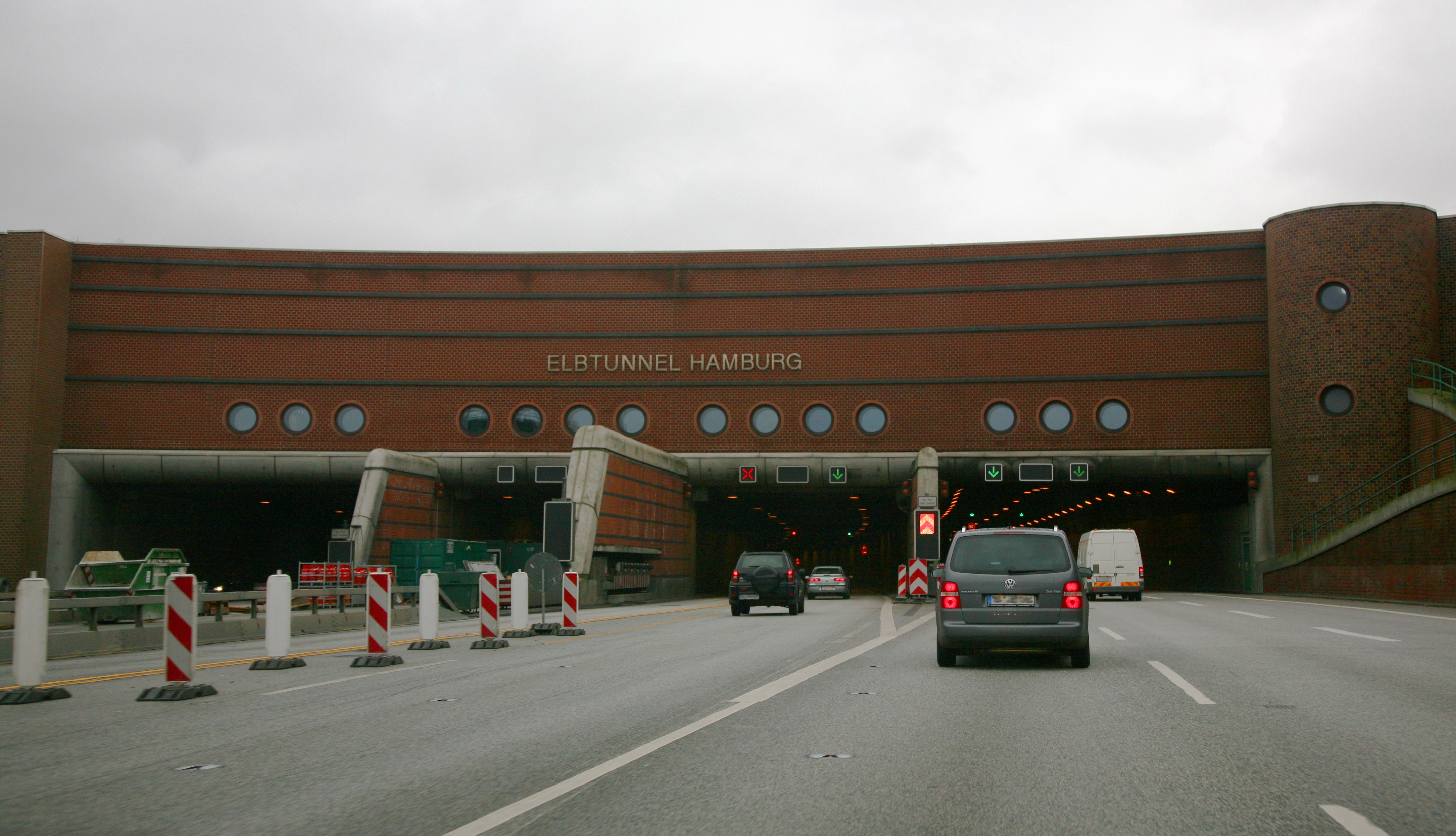
Elbtunnel bei Hamburg
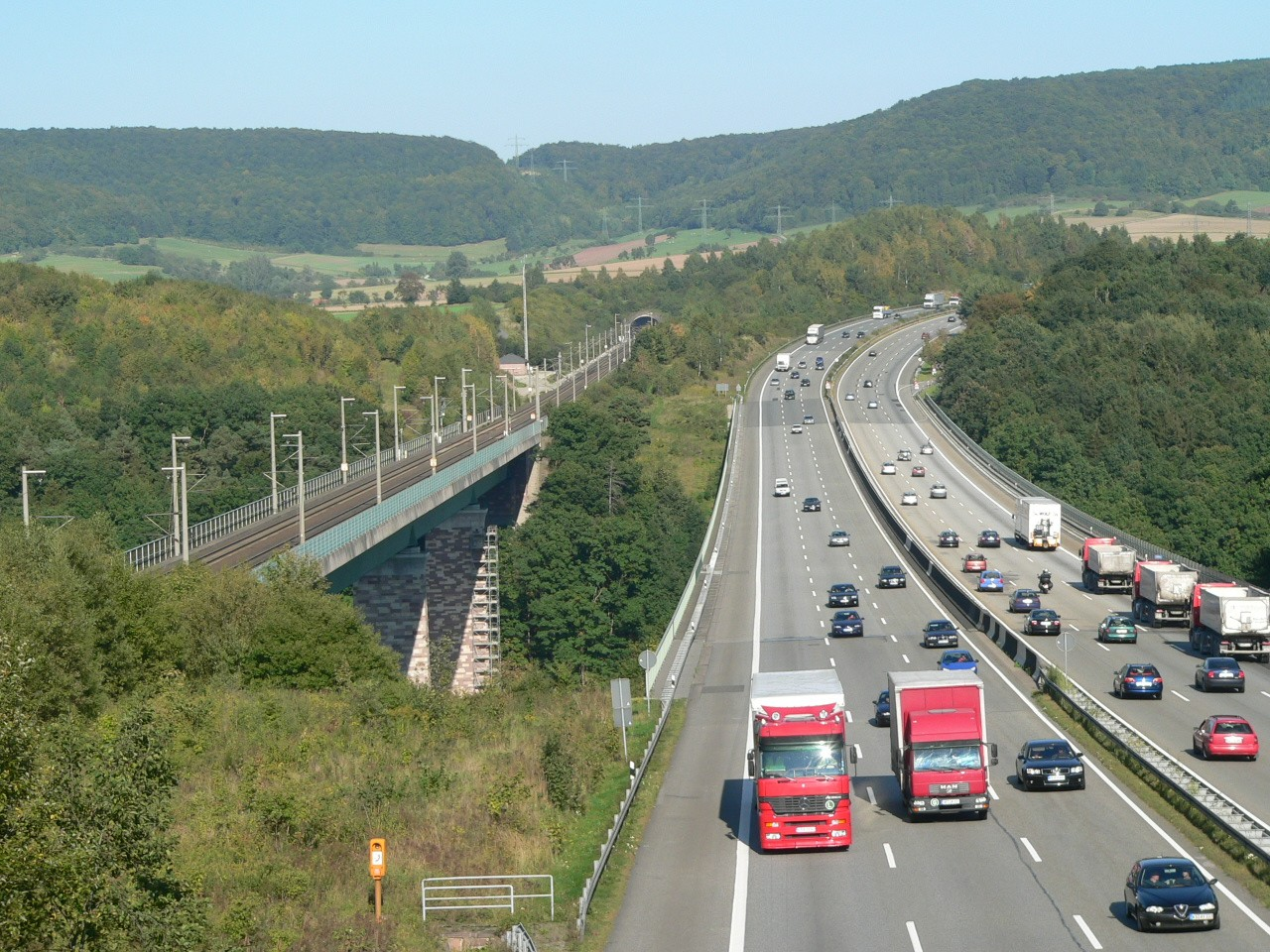
Bei Hann. Münden
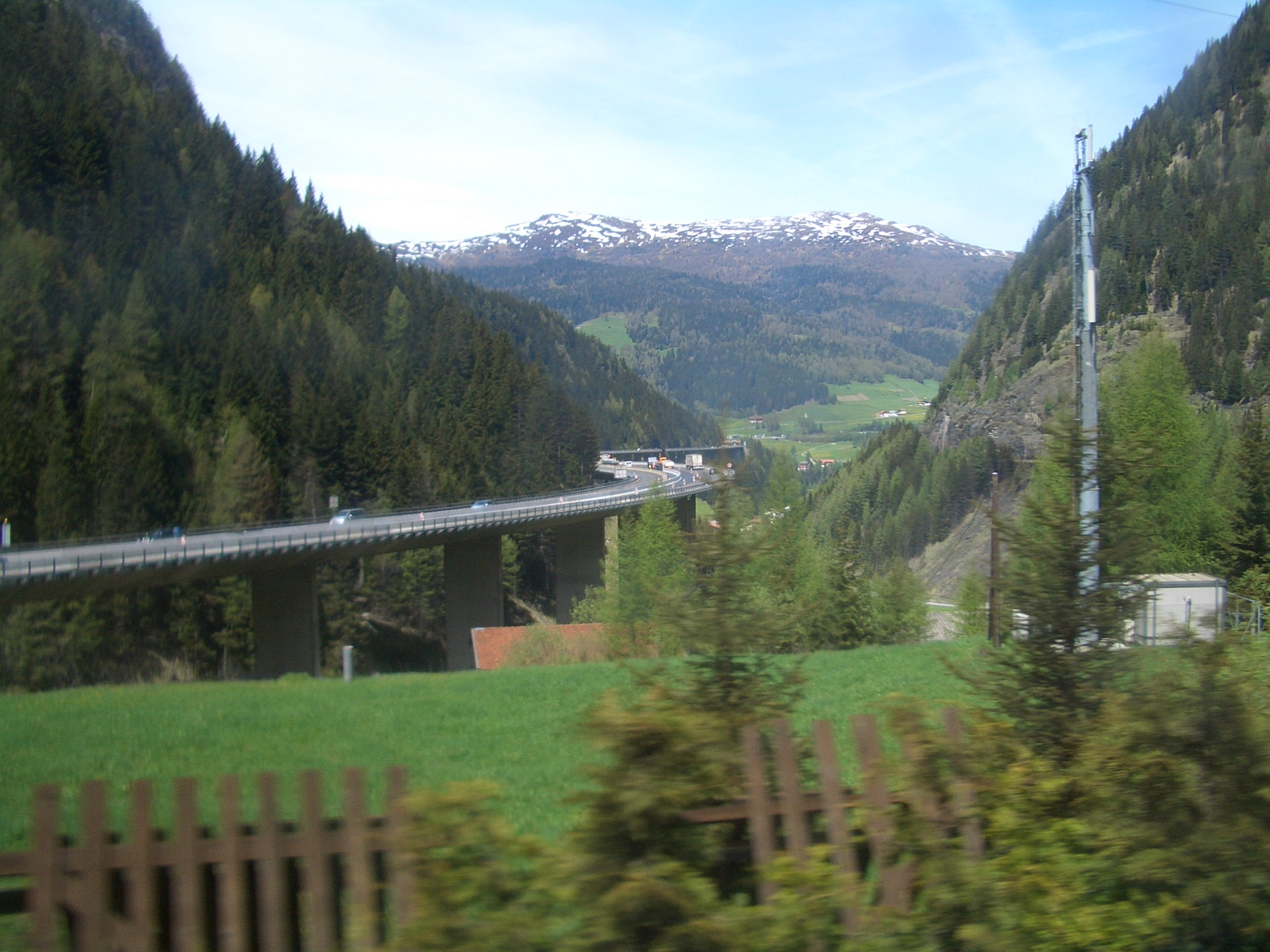
Am Brennerpass
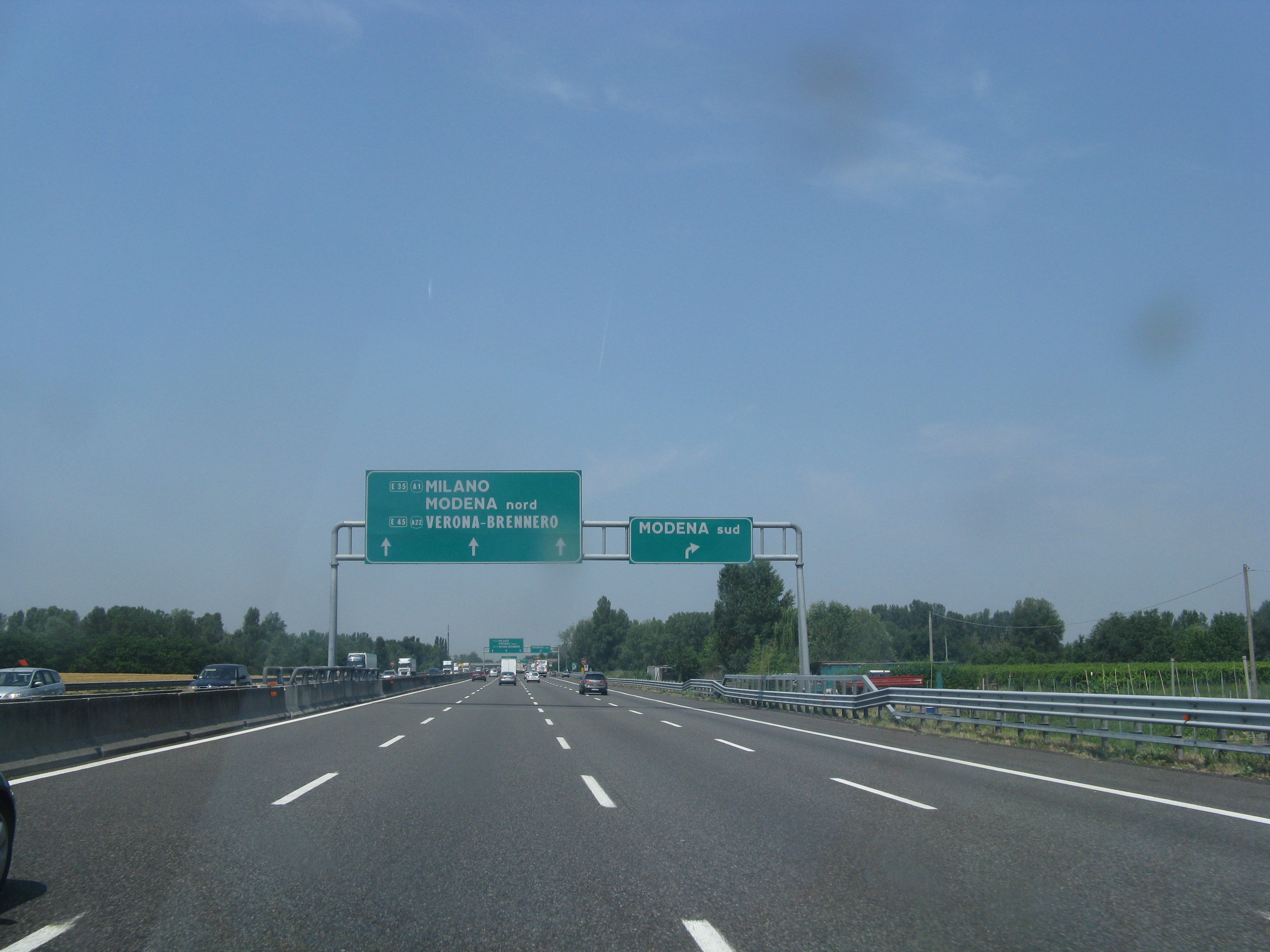
Bei Bologna
A90 bei Rom
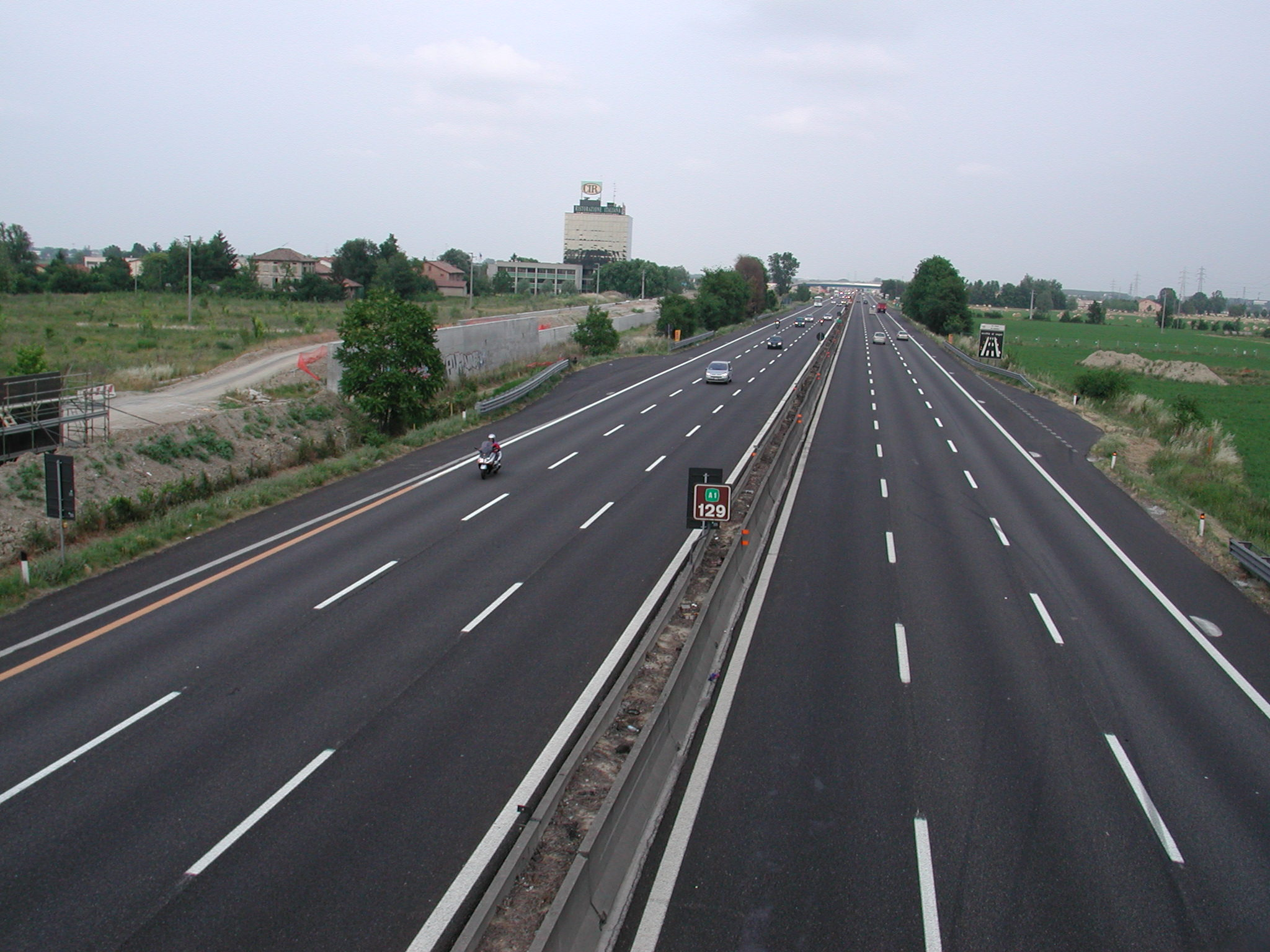
Bei Rimini
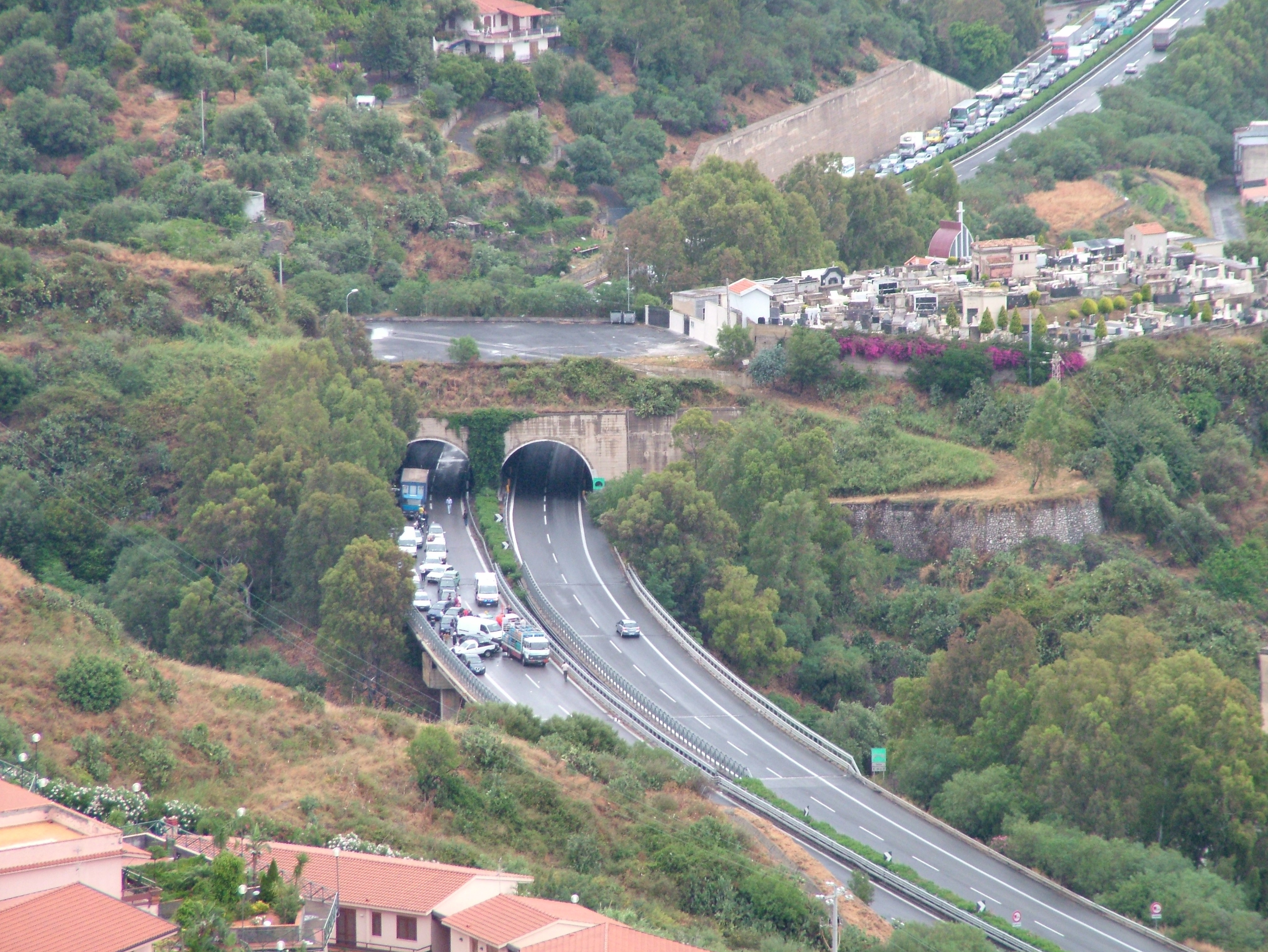
Bei Messina
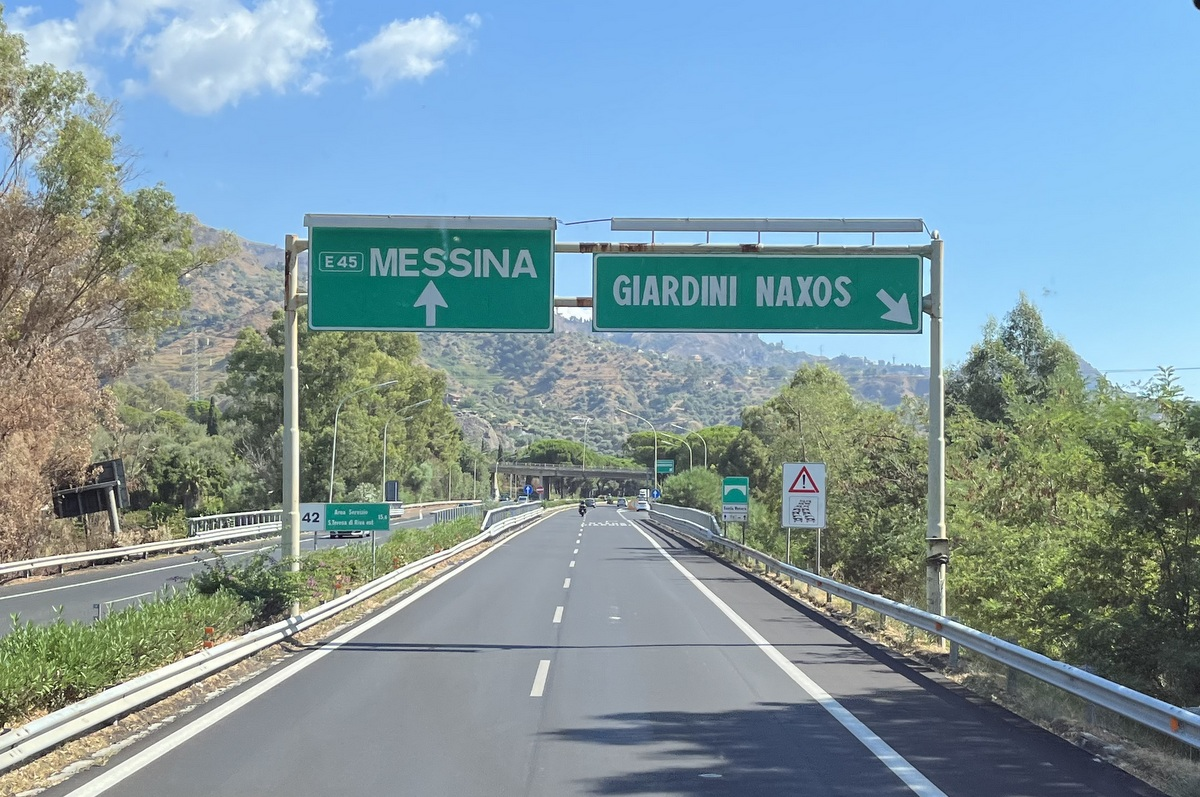
Bei Catania

## Beschreibung der Wegführung

### Norwegen
Alta – Kautokeino – Grenze mit Finnland

### Finnland

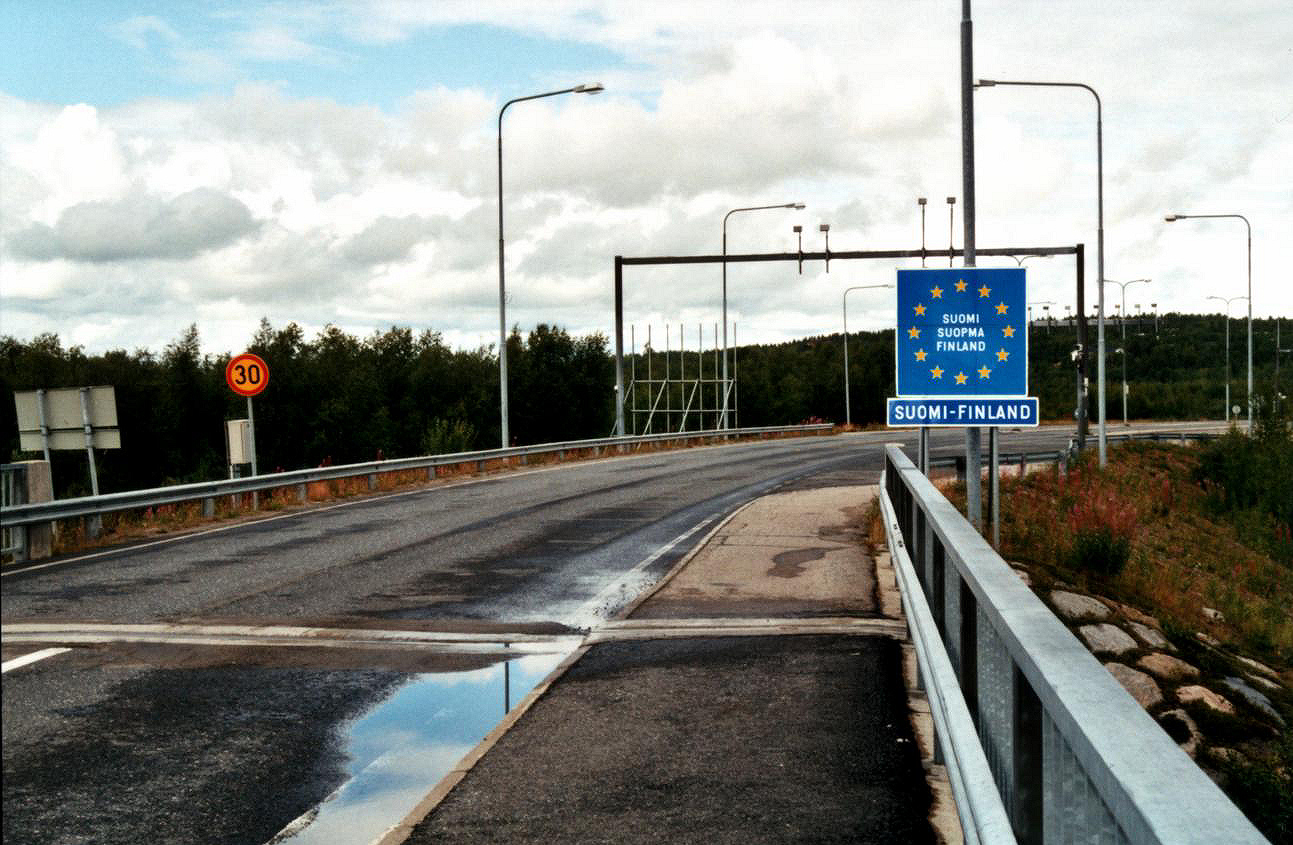
Grenzübergang Karesuando/Kaaresuvanto in der Flussmitte

- Kaaresuvanto – Grenze mit Schweden

Grenze mit Norwegen – Hetta – Palojoensuu – Karesuvanto – Grenze mit Schweden

### Schweden
Grenze mit Finnland – Karesuando – Vittangi – Svappavaara – Gällivare – Jokkmokk – Storuman – Dorotea – Östersund – Mora – Torsby – Göteborg
In Karesuando beginnt der als Europaväg E45 bezeichnete Teil der Europastraße 45 in Schweden. Diese Straße ist mit 1690 km zugleich Schwedens längste Fernstraße, die in der finnischen Nachbargemeinde an die Europastraße 8 anbindet.

### Dänemark
In Dänemark ist die E 45 eine wichtige Nord-Süd-Autobahn, die von Frederikshavn über 357 km bis zur Grenze mit Deutschland bei Padborg führt. Sie ist Teil der dänischen Autobahnen (dänisch Motorvej).
Die Strecke führt durch Frederikshavn (Fährhafen) – Aalborg – Randers – Aarhus – Vejle – Kolding – Aabenraa – Padborg (Grenze mit Deutschland).

### Deutschland
In Deutschland wird die E 45 weitgehend über die Bundesautobahn 7 geführt (Flensburg bis Würzburg). Danach folgt sie verschiedenen kürzeren Autobahnabschnitten bis zur österreichischen Grenze bei Kiefersfelden/Kufstein.
|  |  | BAB 7:  | Ellund (dänisch-deutsche Grenze) – Flensburg – Hamburg – Hannover – Kassel – Fulda – Würzburg |
|  |  | BAB 3:  | Würzburg – Erlangen – Nürnberg                                                                |
|  |  | BAB 9:  | Nürnberg – Ingolstadt – München                                                               |
|  |  | BAB 99: | München                                                                                       |
|  |  | BAB 8:  | München – Rosenheim                                                                           |
|  |  | BAB 93: | Rosenheim – Kiefersfelden (dt.-österr. Grenze)                                                |

### Österreich
Die Inntal Autobahn (A12) in Österreich beginnt beim Grenzübergang von Bayern nach Tirol bei Kufstein (im Übergang von der A 93) und hat bei Innsbruck nach etwa 70 km Anschluss an die Brenner Autobahn. (A13). Nach weiteren 36 km ist der Grenzübergang Brennerpass nach Italien erreicht. In Österreich besteht Mautpflicht.
|  |  |  | Kufstein – Innsbruck                                  |
|  |  |  | Innsbruck – Brennerpass (österr.-italienische Grenze) |

### Italien

Kernstück der A 1

Karte Neapel-Sizilien

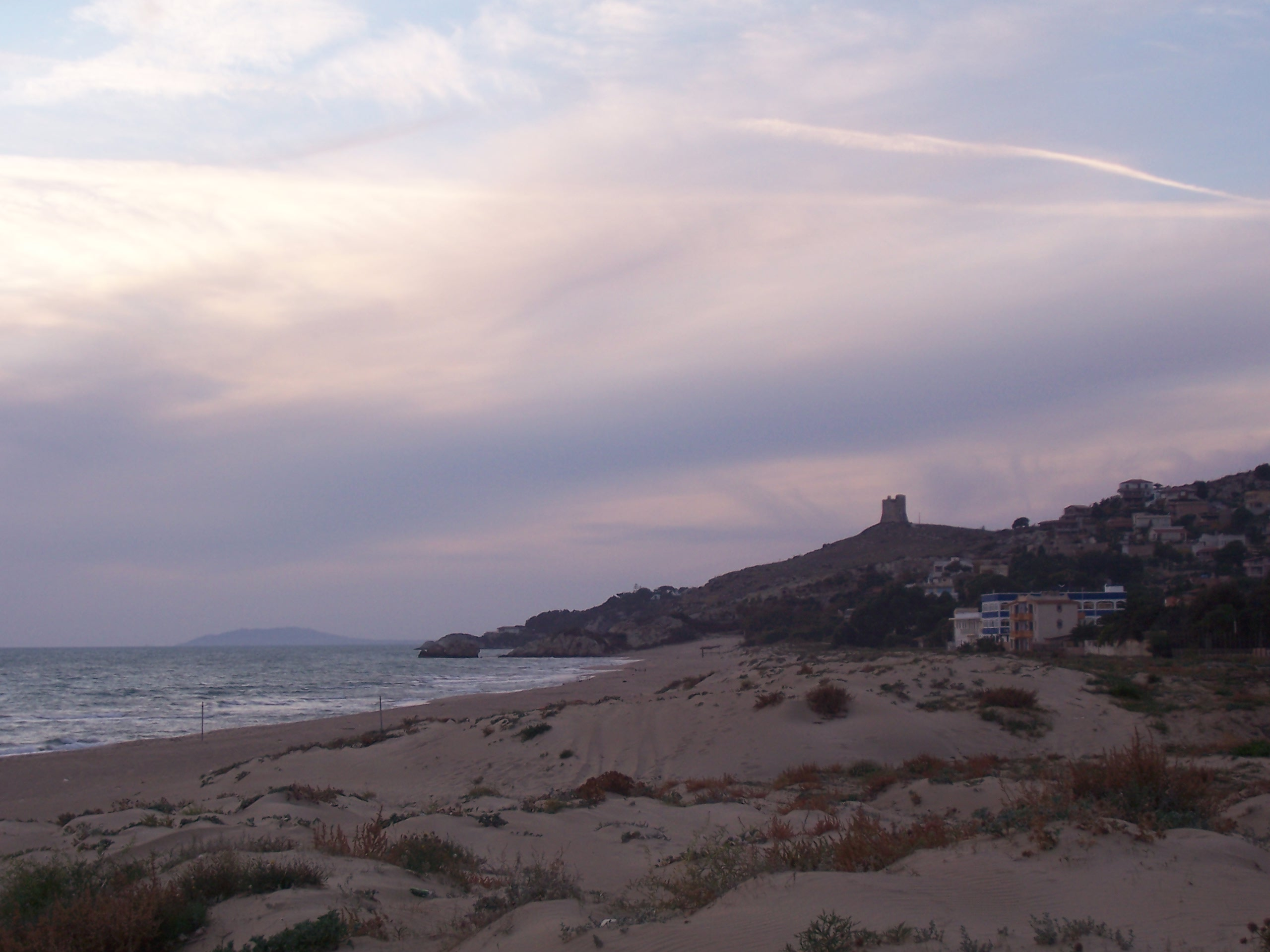
Der südwestlichste Punkt der E 45: das Mittelmeer bei Manfria (Gela)

In Italien ist die E 45 eine Autobahn (Autostrada) bzw. auf kurzen Strecken Staatsstraße. Von Modena bis Neapel ist sie teilweise mit der A 1 identisch, dann wird sie zur A 3 bzw. Staatsstraße auf Sizilien. Die A 1 ist mit einer Gesamtlänge von 754 km die längste Autobahn Italiens und vollständig mautpflichtig (pedaggio). 571 km davon werden als Europastraße 45 genutzt. Zwei Abschnitte, nämlich von Modena bis Bologna und von Orte bis zum Beginn des römischen Autobahnzubringers auf der A1 teilt die E 45 mit der E 35, was, da die schließende 5 die höchste Kategorie von Straßen in Nord-Süd-Richtung anzeigt, einzigartig ist.
|  | A22       | A 22:                 | Brenner – Modena                                            |
|  | A1        | A 1:                  | Modena – Bologna                                            |
|  | A14       | A 14:                 | Bologna – Cesena                                            |
|  | SS 3 bis  | Strada statale 3 bis: | Cesena – Terni                                              |
|  | SS675     | Strada statale 675:   | Terni – Orte (Provinz Viterbo)                              |
|  | A 1       | A 1:                  | Orte – Neapel                                               |
|  | A 3       | A 3:                  | Neapel – Pompeji – Salerno                                  |
|  | A2dir NA  | A 2dir NA:            | Stadtumfahrung Salerno                                      |
|  | A 2       | A 2:                  | Salerno – Villa San Giovanni                                |
|  | traghetto | Trajekt               | Villa San Giovanni – Messina (Straße von Messina, Meerenge) |
|  | A 18      | A 18:                 | Messina – Catania                                           |
|  |           | R 15:                 | Tangenziale di Catania                                      |
|  |           | NSA 339:              | Catania – Augusta                                           |
|  | SS114     | Strada statale 114:   | Augusta – Syrakus                                           |
|  | A 18      | A 18:                 | Syrakus – Rosolini                                          |
|  | SS115     | Strada statale 115:   | Rosolini – Gela                                             |

Es folgt eine Beschreibung einzelner Straßenabschnitte:

#### Abschnitt Modena – Bologna
Im Norden Modenas erfolgt der Anschluss der Brennerautobahn. In Bologna zweigen zudem die Umgehungsautobahn von Bologna und die A 14 ab. Daher ist der Abschnitt Modena – Bologna der meistbefahrene in ganz Italien, weshalb der Bau einer vierten Fahrspur notwendig wurde.

#### Abschnitt Bologna – Orte
Dieser Abschnitt, der auch „Apennin-Abschnitt“ (tratto appenninico) genannt wird, überquert den Tosco-Emiliano-Apennin und zählt daher auf seinem Verlauf viele Brücken und Tunnel. Der Verlauf folgt ab Cesena über Perugia bis Orte dem Verlauf der SS3bis, einer vierspurigen, mautfreien Superstrada.
Dieser Abschnitt stellt eine der wenigen Alternativen zur sehr stark ausgelasteten E 35 (Autostrada A1) Bologna – Florenz für den Nord-Süd Fernverkehr in Italien dar. Bei Cesena wird die E 55 gekreuzt. Hier wechselt die E 45 von der A 14 aus Bologna auf die SS3bis Richtung Süden und die E 55 von der SS3bis aus Ravenna auf die A 14 Richtung Ancona. Somit tauschen beide Bezeichnungen hier.

#### Abschnitt Orte – Rom
Ab Orte (Latium) folgt die E 45 wieder dem Verlauf der Autobahn A 1, die ab hier dreispurig ausgebaut ist. In der Nähe der Ortschaft Fiano Romano verzweigt sich die A 1: Ein Ast führt östlich (Diramazione Roma Nord / Abzweigung Rom Nord ) zur Ringautobahn um Rom (A 90/GRA, Grande Raccordo Anulare), während der andere Ast (Bretella / jetzt die eigentliche "Autostrada del Sole") südwestlich an der Hauptstadt vorbei in Richtung Neapel führt.

#### Abschnitt Rom – Neapel
In San Cesareo, einem Ort südlich von Rom, vereinigen sich die beiden Äste wieder zur A 1. Dieser Abschnitt, der u. a. an den Städten Frosinone und Caserta vorbeiführt, zeichnet sich durch eine geradlinige Streckenführung aus. Er trug bis 1988 die Bezeichnung A 2, da er damals noch nicht direkt mit dem übrigen Teil der A 1 verbunden war. Im Norden Neapels geht die A 1 schließlich in die A 3 über.

#### Abschnitte der A3 und der A2
Die Autobahnen A 3 und A 2 sind zusammen 495 km lang und zum größten Teil mautfrei. Es müssen oft Reparaturarbeiten durchgeführt werden, die dazu führen, dass auf weiten Teilen der A 3 und der A 2 nur eine Richtungsfahrbahn benutzbar ist. Zudem ist die Höchstgeschwindigkeit in den Baustellenbereichen auf z. T. 60 km/h herabgesetzt.
A3:
- Neapel – Pompeji. Der Abschnitt wurde am 22. Juni 1929 freigegeben.
- Pompeji – Salerno – Der Abschnitt wurde am 16. Juli 1961 freigegeben.

A2:
- Salerno – Reggio Calabria – Dieser Abschnitt wurde am 13. Juni 1974 freigegeben. Der Hafen von Villa San Giovanni ist der wichtigste Verbindungspunkt mit dem sizilianischen Messina. Von hier fahren zahlreiche Fähren, unter anderem die der Bluvia-Linie, einer Tochtergesellschaft der italienischen Bahn. Diese werden auch für das Übersetzen der Züge nach Sizilien eingesetzt (Trajekt).

#### Strada Statale 738 di Villa San Giovanni
Die Strada Statale 738 di Villa San Giovanni (SS 738) ist eine Italienische Staatsstraße in der Region Kalabrien. Sie ist 1,77 Kilometer lang und auf gesamter Länge ein Teil der Europastraße 45 (E 45). Die SS 738 beginnt an der Anschlussstelle „Villa San Giovanni“ der Autostrada A2 von Salerno nach Reggio Calabria und endet nach rund 1,77 Kilometern in der Innenstadt von Villa San Giovanni an der Viale Italia in unmittelbarer Nähe zum Hauptbahnhof und dem Fährhafen für die Fähren von und nach Messina auf Sizilien.
Die SS 738 ist trotz der Kürze von hoher Bedeutung, da sie die Insel Sizilien mit dem italienischen Festland verbindet.

#### Die Abschnitte auf Sizilien – A18
Der vollständig gebaute Streckenabschnitt Messina–Catania der A 18 ist mautpflichtig. Der nächste Streckenabschnitt bis Augusta trägt die Bezeichnung Autostrada Catania-Siracusa und ist 25,2 km lang. Es folgt ein 24 km langer Abschnitt als Staatsstraße SS 114 bis Syrakus. Der Streckenabschnitt Syrakus – Gela ist zwischen Syrakus und Rosolini (Ortsteil von Syrakus) auf einer Länge von 41,5 km bereits für den Verkehr freigegeben. Die Benutzung ist noch kostenlos. Die Strecke zwischen Rosolini und Ragusa (44,5 km) befindet sich derzeit in Bau. Die übrigen Streckenabschnitte sollen bis 2014 gebaut werden.
Abzweige: Die Autobahn A 20 führt westwärts von Messina in die Regionalhauptstadt Palermo. Sie ist 181 km lang und teilweise mautpflichtig. Ein Teilstück von rund 20 km Länge, das unmittelbar an der Stadtgrenze Messinas vorbeiführt, kann kostenlos befahren werden.
Ab Catania verläuft ebenfalls die A 19 westwärts in Richtung Palermo.
Die Europastraße 45 beginnt bzw. endet im weiteren Verlauf nach der A 18 (noch als Staatsstraße) an der Südküste Siziliens bei Gela.